# Andacollo (Neuquén)
Andacollo es una localidad argentina, en la provincia del Neuquén, cabecera del departamento Minas.

## Etimología
La etimología está discutida, aunque lo más probable es que sea una palabra compuesta quechua que se traduce como brillante en las alturas. Aunque el imperio incaico ni los quechuas y afines jamás llegaron al territorio de la actual provincia de Neuquén, pero fueron los pioneros y mineros chilenos quienes pusieron dicho nombre a este "chilecito", como se conocía a las colonias chilenas en la zona durante el siglo XIX. El caso es que Andacollo es el nombre de un pueblo minero de la región chilena de Coquimbo, centro de peregrinación y fiestas religiosas sincréticas (de raíces cristianas e indígenas) en la que los mineros del Norte Chico chileno expresan su devoción más extendida y popular, la adoración a una entidad espiritual denominada localmente Virgen de Andacollo.  La zona estuvo poblada por el pueblo pehuenche hasta fines del siglo XIX.

## Ubicación
Está al noroeste de la provincia del Neuquén, a 1113 m s. n. m., emplazada sobre la margen izquierda del Río Neuquén, en un hermoso valle donde se aprecia la magnitud y la belleza de la Cordillera del Viento.

## Población
Contó con 2653 habitantes (Indec, 2010), lo que representó un incremento del 6,89% frente a los 2627 habitantes (Indec, 2001) del censo anterior. La población se compuso de 1351 hombres y 1302 mujeres, lo que arrojó un índice de masculinidad del 103.76%. En tanto, las viviendas pasaron de a ser 684 a 1046.
Según el censo 2022 se conoció una población dentro del municipio de 3.669 habitantes y 1.510 viviendas.
| Evolución de la población |
|                           |
| Fuentes:                  |

## Clima
Continental templado-frío. Influenciado por el océano Pacífico, de inviernos fríos (max 5° mín -20°) lluviosos y con frecuentes nevadas; y veranos suaves (máx. 30°, mín 5°) secos y soleados.

## Economía
Hasta el presente el principal factor de su desarrollo económico es la forestación y la ganadería caprina, ovina y vacuna en la zona rural. La zona de la cual es núcleo Andacollo también se destaca por su riqueza minera (oro, cobre, granito etc.).

## Educación
Con respecto a la educación universitaria la ciudad cuenta con la presencia de la Universidad Blas Pascal con sus carreras a distancia.

## Turismo
Posee servicio de atención para el turista, tranquilidad y buena pesca. Hay alojamiento, estaciones de servicio, artículos regionales, un campamento municipal, hospital público, un balneario natural a 8 km sobre el Río Nahueve, de aguas cristalinas y buena pesca de truchas arco iris.

## Comunicaciones
La ruta provincial 43 conecta Andacollo con Chos Malal hacia el sureste y con Las Ovejas y Varvarco hacia el norte, mientras que las rutas provinciales 44, 57 y 21 corriendo de norte a sur comunican a Andacollo con las localidades de Ñorquín, Loncopué (o Campana Mahuida), y Las Lajas por un extenso territorio de valles en los que abundan bosques de coníferas como el pehuén.

## Parroquias de la Iglesia católica en Andacollo
| Diócesis  | Neuquén                    |
| --------- | -------------------------- |
| Parroquia | Nuestra Señora del Rosario |